# Atjike
Atjike är en sjö i Storumans kommun i Lappland och ingår i Umeälvens huvudavrinningsområde. Sjön har en area på 0,219 kvadratkilometer och ligger 661,7 meter över havet. Sjön avvattnas av vattendraget Rönnbäcken.

## Delavrinningsområde
Atjike ingår i det delavrinningsområde (726767-146697) som SMHI kallar för Inloppet i Väsken. Medelhöjden är 780 meter över havet och ytan är 16,12 kvadratkilometer. Det finns inga avrinningsområden uppströms utan avrinningsområdet är högsta punkten. Rönnbäcken som avvattnar avrinningsområdet har biflödesordning 2, vilket innebär att vattnet flödar genom totalt 2 vattendrag innan det når havet efter 370 kilometer. Avrinningsområdet består mestadels av skog (55 procent) och kalfjäll (40 procent). Avrinningsområdet har 0,4 kvadratkilometer vattenytor vilket ger det en sjöprocent på 2,5 procent.